# Сикапуро (приток Койтайоки)
Сикапуро — река в России, протекает по Суоярвскому району Карелии. Впадает в Койтайоки с левого берега, длина реки составляет 13 км.

## Данные водного реестра
По данным государственного водного реестра России относится к Балтийскому бассейновому округу, водохозяйственный участок — Реки Карелии бассейна Балтийского моря на границе РФ с Финляндией, включая оз. Лексозеро. Относится к речному бассейну Реки Карелии бассейна Балтийского моря.
Код объекта в государственном водном реестре — 01050000112102000010501.